# アナ・フィデリア・キロット
アナ・フィデリア・キロット・モレー (Ana Fidelia Quirot Moré、1963年3月23日 - )はキューバの女子陸上競技選手。800mが専門の選手であったが、400mでも力を発揮した。

## 経歴
キロットは、1991年の世界選手権の800mで銀メダル、1992年バルセロナオリンピックでは銅メダルを獲得するなど、選手として名声も高まり、順調な活躍を送っていた。
ところが、1993年彼女は自宅で大変な事故に遭ってしまう。妊娠中だった彼女は体中に大やけどを負ってしまった。病院で緊急の治療を受けながら娘を早産してしまう。しかし、彼女の娘は僅か1週間後に亡くなってしまう。
キロットは自らの大怪我と娘の死という悲劇にもめげず競技に復帰、同年の中米選手権では、銀メダルを獲得し復活する。翌年以降も1995年、1997年の世界陸上の800mを2連覇。1996年アトランタオリンピックでも銀メダルを獲得。オリンピックで2大会連続の表彰台にあがった。
キロットが1989年に出した1分54秒44のタイムは世界歴代4位に位置し、女性選手として数少ない1分55秒を切った選手のうちの一人である。1997年のグランプリシリーズでは1分54秒82のタイムでモザンビークのマリア・ムトラを破っている。

## 主な実績
| 年   | 大会                     | 場所                               | 種目 | 結果 | 記録      |
| ---- | ------------------------ | ---------------------------------- | ---- | ---- | --------- |
| 1983 | パンアメリカンゲームズ   | カラカス(ベネズエラ)               | 400m | 2位  | 51秒83    |
| 1985 | ユニバーシアード         | 神戸(日本)                         | 400m | 2位  | 52秒10    |
| 1985 | ユニバーシアード         | 神戸(日本)                         | 800m | 3位  | 1分59秒77 |
| 1987 | パンアメリカンゲームズ   | インディアナポリス(アメリカ合衆国) | 400m | 1位  | 50秒27    |
| 1987 | パンアメリカンゲームズ   | インディアナポリス(アメリカ合衆国) | 800m | 1位  | 1分59秒06 |
| 1989 | ユニバーシアード         | デュースブルク(西ドイツ)           | 400m | 1位  | 50秒73    |
| 1989 | ユニバーシアード         | デュイスブルク(西ドイツ)           | 800m | 1位  | 1分58秒88 |
| 1989 | IAAF陸上ワールドカップ   | バルセロナ(スペイン)               | 400m | 1位  | 50秒60    |
| 1989 | IAAF陸上ワールドカップ   | バルセロナ(スペイン)               | 800m | 1位  | 1分54秒44 |
| 1991 | パンアメリカンゲームズ   | ハバナ(キューバ)                   | 400m | 1位  | 49秒61    |
| 1991 | パンアメリカンゲームズ   | ハバナ(キューバ)                   | 800m | 1位  | 1分58秒71 |
| 1991 | 世界陸上選手権           | 東京(日本)                         | 800m | 2位  | 1分57秒55 |
| 1992 | オリンピック             | バルセロナ(スペイン)               | 800m | 3位  | 1分56秒80 |
| 1995 | 世界陸上選手権           | イェーテボリ(スウェーデン)         | 800m | 1位  | 1分56秒11 |
| 1996 | オリンピック             | アトランタ(アメリカ合衆国)         | 800m | 2位  | 1分58秒11 |
| 1997 | 世界陸上選手権           | アテネ(ギリシャ)                   | 800m | 1位  | 1分57秒14 |
| 1997 | IAAFグランプリファイナル | 福岡(日本)                         | 800m | 1位  | 1分56秒53 |

## 自己記録
- 400m　49秒61　（1991年8月5日）
- 800m　1分54秒44　（1989年9月9日）